# Raïon de Tarashcha
Le raïon de Tarashcha (en ukrainien : Таращанський район) est un ancien raïon (district) de l'oblast de Kiev en Ukraine. Son centre administratif était la ville de Tarachtcha. Le raïon a été aboli le 18 juillet 2020 dans le cadre de la réforme administrative de l'Ukraine, qui a réduit le nombre de raïons de l'oblast de Kiev à sept,. La dernière estimation de la population du raïon était de 26 468 pour l'année 2020.